# Amerikanska Jungfruöarna i olympiska vinterspelen 2002
Amerikanska Jungfruöarna deltog i olympiska vinterspelen 2002. Amerikanska Jungfruöarna tog inga medaljer.
Amerikanska Jungfruöarna deltog i rodel och bob. Dinah Browne(född 27 november 1969) bar fanan under invigningen och deltog även i rodel.

## Rodel
I detta spelet blev Dinah Browne den första svarta kvinnan att delta och Ann Abernathy blev den äldsta kvinnan att delta i rodel vid ett olympiskt vinterspel.

Deltagare:
- Dinah Browne - 26
- Ann Abernathy - 28

## Bob
Deltagare
- Fyra-manna
  - Keith Sudziarski, Paul Zar , Michael Savitch & Christian Brown - Körde ur
- Två-manna
  - Zachary Zoller & Quinn Wheeler - 36